# Bryum heteromallum
Bryum heteromallum là một loài rêu trong họ Bryaceae. Loài này được Hedw. Sturm mô tả khoa học đầu tiên năm 1803.